# Tüfekçipınar, Cihanbeyli
Tüfekçipınar là một xã thuộc huyện Cihanbeyli, tỉnh Konya, Thổ Nhĩ Kỳ. Dân số thời điểm năm 2011 là 209 người.